# Kvart
 For alternative betydninger, se Brøk.
En kvart, (quartus, fjerde) er betegnelsen for et musikalsk interval, der omfatter fire tonetrin. I musikteorien opererer man med udtrykkene formindsket, ren eller forstørret kvart. Forskellen herpå er om afstanden mellem de to toner er henholdsvis fire, fem eller seks halvtonetrin. Den forstørrede kvart har udover dette navn et specifikt navn, som den deler med den formindskede kvint – nemlig tritonus.
Kvarten er i øvrigt det interval, der er imellem strengene på en kontrabas samt mellem de fleste af strengene på en guitar (her skiller intervallet mellem 4. og 5. streng sig ud i og med disse er hhv. G og H – intervallet er altså en stor terts.
På samme måde som kvinten og oktaven er kvarten et rent interval. Det betyder, at man ikke opererer med store og små kvarter. I akkorder bruges kvarter i susakkorder, der også beskrives som akkorder med kvartforudhold. En susakkord efterfølges ofte af en durtreklang med samme grundtone.
Intervallet kan kendes på at det har samme interval, som de første to toner i Henrik Rungs melodi til H.C. Andersens "I Danmark er jeg født"